# Ferrari F14 T
La Ferrari F14 T (codice interno 665) è la sessantesima monoposto costruita dalla casa automobilistica Ferrari per partecipare al campionato mondiale di Formula 1 2014.
Identificata con il codice interno 665 durante lo sviluppo, sostituisce la F138, che aveva disputato la stagione 2013 del campionato mondiale di Formula 1.

## Presentazione
Presentata il 25 gennaio 2014 sul sito ufficiale della Scuderia Ferrari, il nome F14 T è stato scelto dai tifosi, attraverso un sondaggio effettuato online sul sito web della casa.

### Livrea e sponsor

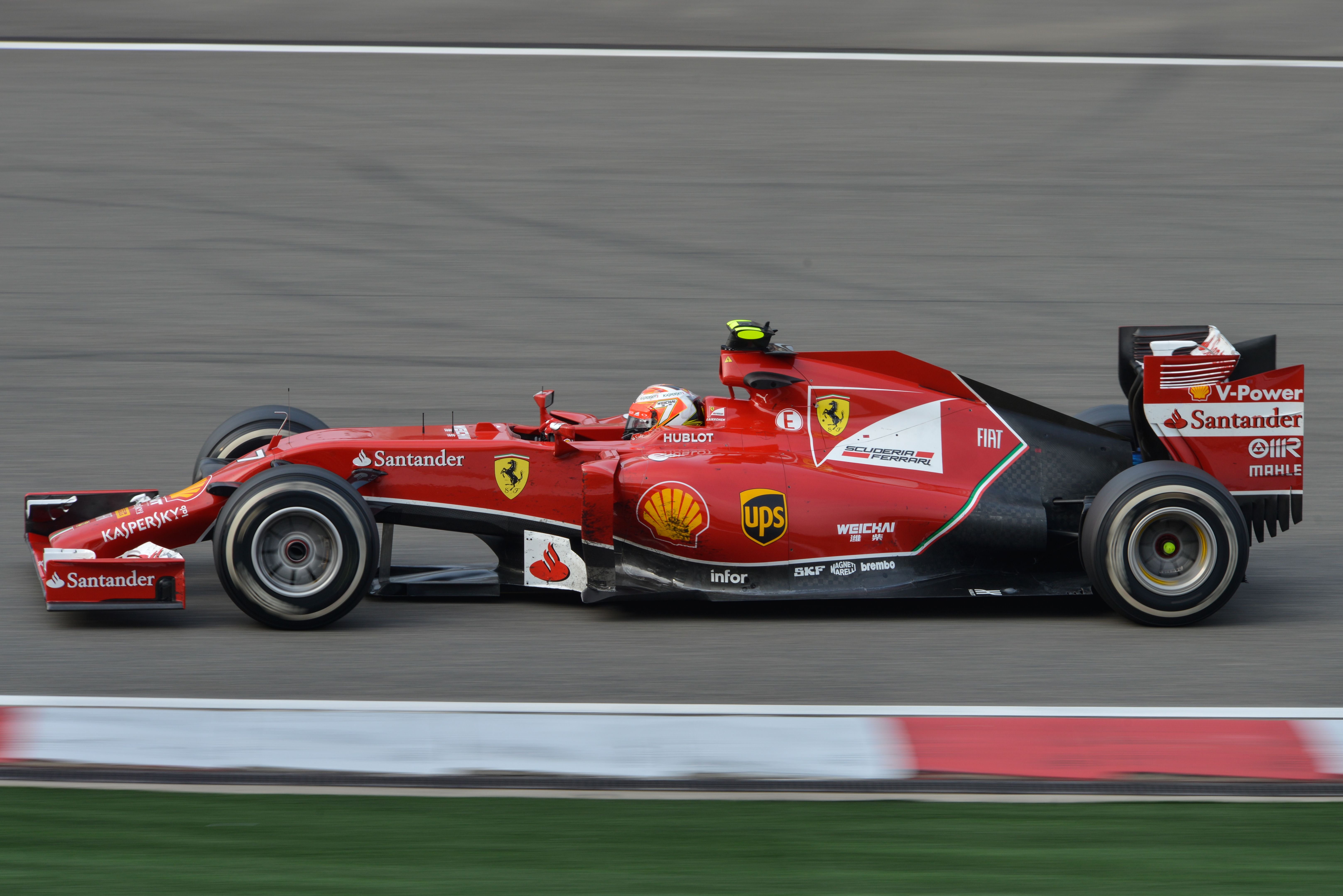
Kimi Räikkönen alla guida della F14 T a Shanghai; si nota l'ampia sezione nera che contraddistingue la livrea della monoposto.

Rispetto ai canoni stilistici delle monoposto di Maranello, la livrea della F14 T mostra, abbinato allo storico rosso corsa, un più ampio uso del nero, che in questa stagione, oltre a lambire la parte inferiore della vettura come già accadeva sulla F138, copre adesso anche tutta la zona del retrotreno; l'uso di tale colore ha un duplice funzione, ovvero sia migliorare la leggibilità dei marchi degli sponsor tecnici, sia celare alla vista le soluzioni tecniche adottate dalla Ferrari in questo ambito della macchina.
Le due sezioni rossonere della carrozzeria sono inoltre separate da una sottile striscia tricolore. Inserti bianchi sono infine appannaggio dell'alettone anteriore nonché dei deviatori di flusso posti davanti alle pance laterali.
Per la prima volta nella storia della Formula 1, vengono utilizzati numeri personalizzati per ciascun pilota. Fernando Alonso optò per il 14, numero con cui gareggiò nei kart, mentre Kimi Räikkönen scelse il 7.

## Scheda tecnica
| Caratteristiche tecniche - Ferrari F14 T                                                        | Caratteristiche tecniche - Ferrari F14 T | Caratteristiche tecniche - Ferrari F14 T | Caratteristiche tecniche - Ferrari F14 T | Caratteristiche tecniche - Ferrari F14 T | Caratteristiche tecniche - Ferrari F14 T |
| ----------------------------------------------------------------------------------------------- | --- | --- | --- | --- | --- |
|                                                                                                 | | | | | |
| Configurazione                                                                                  | | | | | |
| Carrozzeria: monoposto                                                                          | Carrozzeria: monoposto | Posizione motore: posteriore | Posizione motore: posteriore | Trazione: posteriore | Trazione: posteriore |
| Dimensioni e pesi                                                                               | | | | | |
| Posti totali: 1                                                                                 | Posti totali: 1 | Bagagliaio: | Bagagliaio: | Serbatoio: 100 kg = 140 l | Serbatoio: 100 kg = 140 l |
| Meccanica                                                                                       | | | | | |
| Tipo motore: Ferrari 059/3, endotermico turbocompresso da 6 cilindri a V di 90° + MGU-K e MGU-H | Tipo motore: Ferrari 059/3, endotermico turbocompresso da 6 cilindri a V di 90° + MGU-K e MGU-H | Tipo motore: Ferrari 059/3, endotermico turbocompresso da 6 cilindri a V di 90° + MGU-K e MGU-H | Cilindrata: (Alesaggio x corsa = 80 mm x 53 mm) = 1600 cm³ | Cilindrata: (Alesaggio x corsa = 80 mm x 53 mm) = 1600 cm³ | Cilindrata: (Alesaggio x corsa = 80 mm x 53 mm) = 1600 cm³ |
| Distribuzione: pneumatica                                                                       | Distribuzione: pneumatica | Distribuzione: pneumatica | Alimentazione: 500 bar – diretta | Alimentazione: 500 bar – diretta | Alimentazione: 500 bar – diretta |
| Prestazioni motore                                                                              | Potenza: 670 CV + 160 del sistema ERS | Potenza: 670 CV + 160 del sistema ERS | Potenza: 670 CV + 160 del sistema ERS | Potenza: 670 CV + 160 del sistema ERS | Potenza: 670 CV + 160 del sistema ERS |
| Accensione: elettronica Magneti Marelli statica                                                 | Accensione: elettronica Magneti Marelli statica | Accensione: elettronica Magneti Marelli statica | Impianto elettrico: Magneti Marelli | Impianto elettrico: Magneti Marelli | Impianto elettrico: Magneti Marelli |
| Frizione: multidisco                                                                            | Frizione: multidisco | Frizione: multidisco | Cambio: longitudinale Ferrari, 8 marce + retromarcia, con comando semiautomatico elettronico sequenziale | Cambio: longitudinale Ferrari, 8 marce + retromarcia, con comando semiautomatico elettronico sequenziale | Cambio: longitudinale Ferrari, 8 marce + retromarcia, con comando semiautomatico elettronico sequenziale |
| Telaio                                                                                          | | | | | |
| Corpo vettura                                                                                   | in materiale composito a nido d'ape con fibra di carbonio | in materiale composito a nido d'ape con fibra di carbonio | in materiale composito a nido d'ape con fibra di carbonio | in materiale composito a nido d'ape con fibra di carbonio | in materiale composito a nido d'ape con fibra di carbonio |
| Sospensioni                                                                                     | anteriori: indipendenti a tirante e molla di torsione anteriore/posteriore / posteriori: indipendenti a tirante e molla di torsione anteriore/posteriore | anteriori: indipendenti a tirante e molla di torsione anteriore/posteriore / posteriori: indipendenti a tirante e molla di torsione anteriore/posteriore | anteriori: indipendenti a tirante e molla di torsione anteriore/posteriore / posteriori: indipendenti a tirante e molla di torsione anteriore/posteriore | anteriori: indipendenti a tirante e molla di torsione anteriore/posteriore / posteriori: indipendenti a tirante e molla di torsione anteriore/posteriore | anteriori: indipendenti a tirante e molla di torsione anteriore/posteriore / posteriori: indipendenti a tirante e molla di torsione anteriore/posteriore |
| Freni                                                                                           | anteriori: a disco autoventilanti in carbonio Brembo (anteriori e posteriori) e sistema di controllo elettronico sui freni posteriori / posteriori: a disco autoventilanti in carbonio Brembo (anteriori e posteriori) e sistema di controllo elettronico sui freni posteriori | anteriori: a disco autoventilanti in carbonio Brembo (anteriori e posteriori) e sistema di controllo elettronico sui freni posteriori / posteriori: a disco autoventilanti in carbonio Brembo (anteriori e posteriori) e sistema di controllo elettronico sui freni posteriori | anteriori: a disco autoventilanti in carbonio Brembo (anteriori e posteriori) e sistema di controllo elettronico sui freni posteriori / posteriori: a disco autoventilanti in carbonio Brembo (anteriori e posteriori) e sistema di controllo elettronico sui freni posteriori | anteriori: a disco autoventilanti in carbonio Brembo (anteriori e posteriori) e sistema di controllo elettronico sui freni posteriori / posteriori: a disco autoventilanti in carbonio Brembo (anteriori e posteriori) e sistema di controllo elettronico sui freni posteriori | anteriori: a disco autoventilanti in carbonio Brembo (anteriori e posteriori) e sistema di controllo elettronico sui freni posteriori / posteriori: a disco autoventilanti in carbonio Brembo (anteriori e posteriori) e sistema di controllo elettronico sui freni posteriori |
| Pneumatici                                                                                      | Pirelli / Cerchi: O.Z. da 13 in | Pirelli / Cerchi: O.Z. da 13 in | Pirelli / Cerchi: O.Z. da 13 in | Pirelli / Cerchi: O.Z. da 13 in | Pirelli / Cerchi: O.Z. da 13 in |
| Altro                                                                                           | | | | | |
| Energia batteria (a giro) 4 MJ                                                                  | Sistema ERS | Sistema ERS | Sistema ERS | Sistema ERS | Sistema ERS |
| Potenza MGU-K: 120 kW                                                                           | Giri max MGU-K: 50 000 giri/min Giri max MGU-H: 125 000 giri/min | Giri max MGU-K: 50 000 giri/min Giri max MGU-H: 125 000 giri/min | Giri max MGU-K: 50 000 giri/min Giri max MGU-H: 125 000 giri/min | Giri max MGU-K: 50 000 giri/min Giri max MGU-H: 125 000 giri/min | Giri max MGU-K: 50 000 giri/min Giri max MGU-H: 125 000 giri/min |

## Piloti
| Piloti ufficiali     | Piloti ufficiali | Piloti ufficiali |
| Nazione              | Nome             | Numero           |
| -------------------- | ---------------- | ---------------- |
| Spagna (bandiera)    | Fernando Alonso  | 14               |
| Finlandia (bandiera) | Kimi Räikkönen   | 7                |
| Collaudatori         |                  |                  |
| Nazione              | Nome             | Nome             |
| Spagna (bandiera)    | Pedro de la Rosa | Pedro de la Rosa |
| Spagna (bandiera)    | Marc Gené        | Marc Gené        |
| Italia (bandiera)    | Davide Rigon     | Davide Rigon     |

## Carriera agonistica

### Stagione 2014

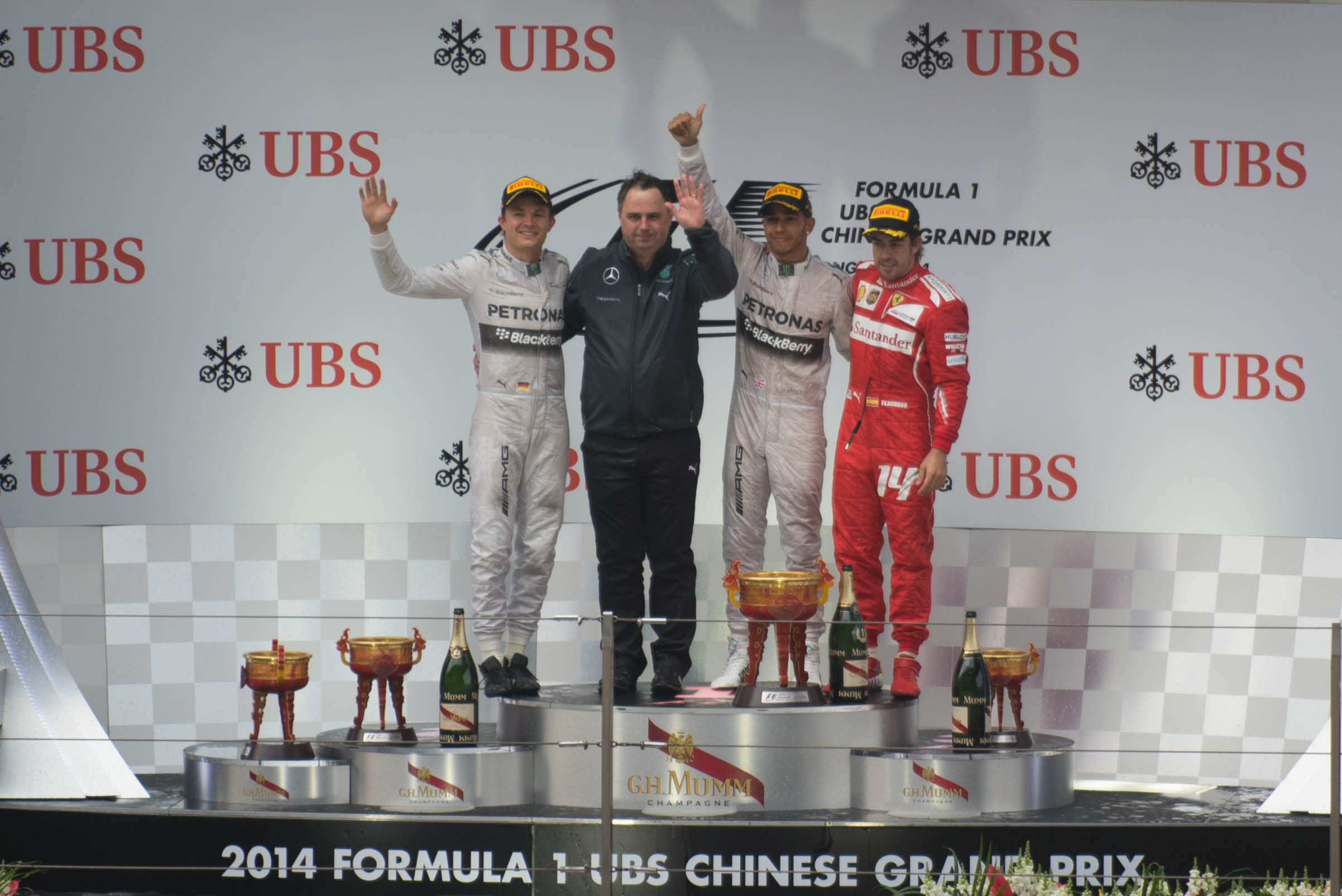
Alonso (primo da destra) sul podio di Shanghai, dove ottenne il primo dei due soli podi stagionali della F14 T.

La stagione parte male per entrambi i piloti della scuderia italiana, che hanno a disposizione una monoposto nettamente inferiore alla Mercedes, alla Red Bull nonché alla rediviva Williams. Nelle prime tre gare la Ferrari non riesce infatti a conquistare nessun podio, ottenendo come miglior piazzamento due quarti posti in Australia e in Malesia, entrambi ad opera di Alonso. A Shanghai lo spagnolo giunge al terzo posto, ottenendo il primo podio stagionale per sé e la scuderia: nonostante il risultato positivo, che sembra ridare competitività al Cavallino, nelle gare successive nessuno dei due piloti riesce a inserirsi nelle posizioni di vertice; seguono così una serie di piazzamenti lontano dal vertice o, nel caso di un Räikkönen, che dimostra scarso feeling con la F14 T, fuori dalla zona punti.

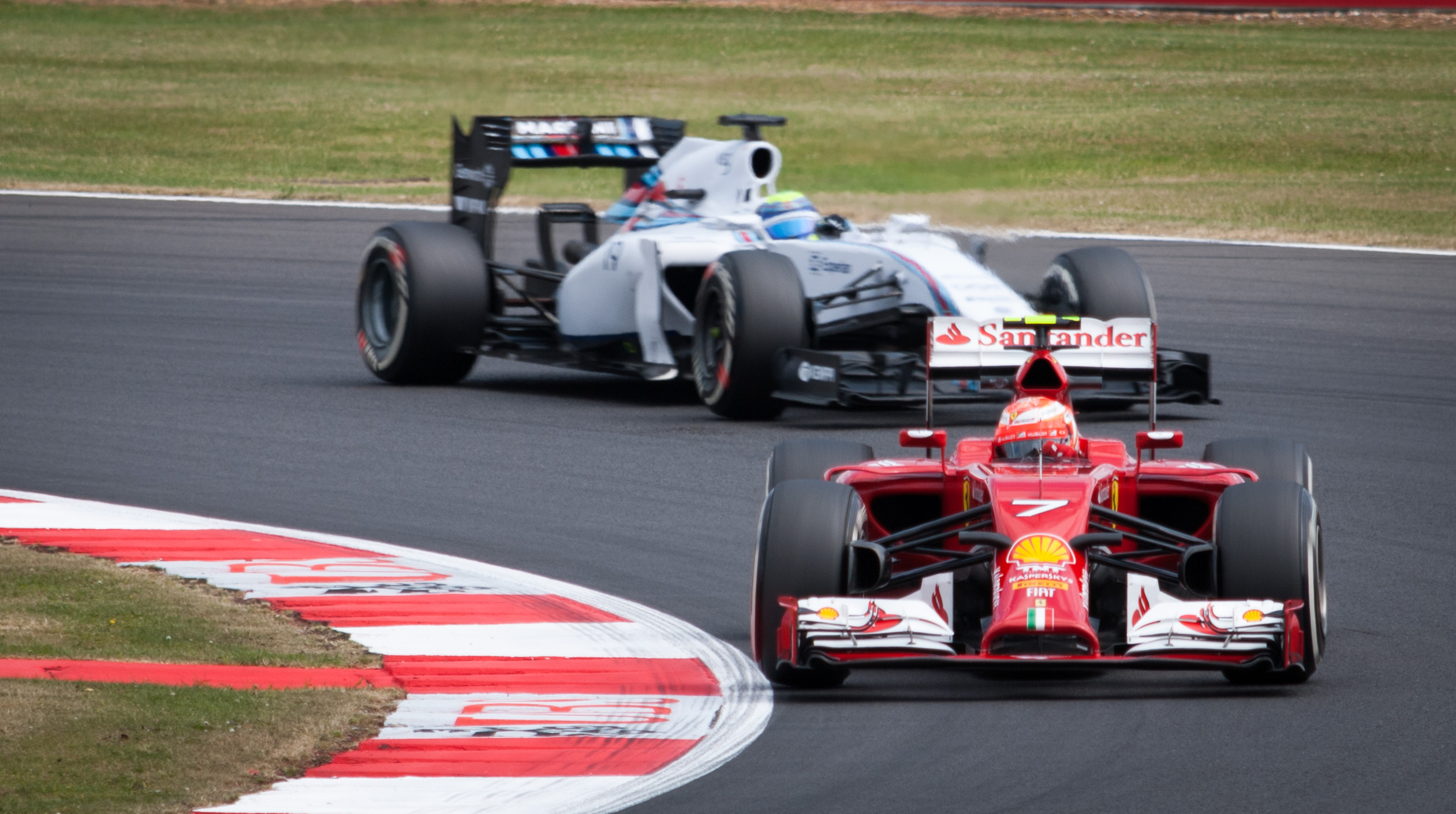
Räikkönen precede la Williams di Massa a Silverstone: entrambi i piloti saranno protagonisti di un pauroso incidente nelle prime fasi della gara.

Dopo dieci gare Alonso occupa il quarto posto della classifica generale con 97 punti, a 93 lunghezze da Rosberg, leader del campionato su Mercedes. Il finlandese staziona invece al dodicesimo posto, a 78 punti dal compagno di squadra, annoverando come miglior piazzamento il settimo posto di Melbourne. Ciò nonostante, nell'undicesima prova stagionale in Ungheria, grazie ad un buon lavoro di strategia al muretto, l'asturiano sfiora la vittoria, giungendo al secondo posto e facendosi sopravanzare dalla Red Bull di Ricciardo solamente nei giri finali; nel fine settimana di Budapest anche Räikkönen ottiene il suo miglior risultato stagionale, terminando sesto a corollario di una bella rimonta, dopo essere scattato dalla sedicesima piazza ottenuta in qualifica.
A Spa-Francorchamps il finlandese, quarto al traguardo, arriva per la prima volta davanti al compagno di box che chiude settimo, mentre a Monza il ritiro di Alonso interrompe la serie di risultati utili di quest'ultimo, che si era aperta nel 2013 ad Abu Dhabi, e di conseguenza anche la striscia di prove del mondiale concluse consecutivamente, che durava dal Gran Premio di Cina dello stesso anno; per la Ferrari, si tratta del primo ritiro dovuto a ragioni meccaniche dal Gran Premio della Malesia 2010. In Giappone, la F14 T di Alonso si ritira nuovamente per un problema elettrico mentre Räikkönen, in condizioni di pista bagnata, chiude dodicesimo; entrambe le vetture di Maranello sono fuori dalla zona punti, fatto che non si verificava dal Gran Premio di Gran Bretagna 2010. Negli ultimi appuntamenti stagionali il rendimento rimane simile a quello avuto nel resto della stagione e la Ferrari chiude la peggior stagione dal 1993, l'ultima nella quale la scuderia italiana non aveva ottenuto neanche una vittoria.

## Risultati in Formula 1
| Anno | Team             | Motore  | Gomme | Piloti    |   |    |    |   |   |    |    |    |     |    |   |   |     |   |     |   |    |   |    | Punti | Pos. |
| ---- | ---------------- | ------- | ----- | --------- | - | -- | -- | - | - | -- | -- | -- | --- | -- | - | - | --- | - | --- | - | -- | - | -- | ----- | ---- |
| 2014 | Scuderia Ferrari | Ferrari | P     | Alonso    | 4 | 4  | 9  | 3 | 6 | 4  | 6  | 5  | 6   | 5  | 2 | 7 | Rit | 4 | Rit | 6 | 6  | 6 | 9  | 216   | 4º   |
| 2014 | Scuderia Ferrari | Ferrari | P     | Räikkönen | 7 | 12 | 10 | 8 | 7 | 12 | 10 | 10 | Rit | 11 | 6 | 4 | 9   | 8 | 12  | 9 | 13 | 7 | 10 | 216   | 4º   |